# Росадо, Габриэль
Габриэль Росадо (исп. Gabriel Rosado, род. 14 января 1986, Филадельфия, Пенсильвания, США) — американский боксёр-профессионал пуэрто-риканского происхождения, крепкий джорнимен, выступающий в первой средней, в средней, во второй средней и в полутяжёлой весовых категориях.

## Любительская карьера
На любительском ринге Росадо провёл всего 11 поединков, в 8 одержал победу.

## Профессиональная карьера
Росадо дебютировал на профессиональном ринге в январе 2006 года. Первый поединок провёл во второй средней весовой категории. Второй поединок провёл через месяц в среднем весе, а третий поединок провёл ещё через месяц в первом среднем весе. В начале карьеры проиграл два поединка по очкам.
4 июня 2008 года Росадо победил по очкам непобеждённого боксёра из Ирландии, Джеймса Мура (15-0).
6 февраля 2009 года Габриэль Росадо проиграл по очкам американцу доминиканского происхождения Френандо Герейро (12-0).
24 апреля 2009 года Росадо раздельным решением судей победил по очкам бывшего чемпиона мира Кассима Оума (26-5).
В августе Росадо потерпел первое досрочное поражение, проиграл нокаутом во втором раунде мексиканцу, Альфредо Ангуло.
27 февраля 2010 года Росадо победил более опытного боксёра, мексиканца Сауля Романа. В следующем поединке в июле 2010 года Росадо вышел на первый рейтинговый поединок. В бою за титул чемпиона США по версии USBA, проиграл близким решением судей американцу Дерреку Эннису.
В январе 2012 года, Росадо нокаутировал в 5-м раунде мексиканца, Хесуса Сото Карасса.
В следующих боях Габриэль побеждал опытных оппонентов. 1 июня 2012 года Росадо нокаутировал американца Сайше Пауэлла.
21 сентября 2012 года Росадо нокаутировал Чарльза Уитакера в элиминаторе IBF в первом среднем весе.

### 19 января 2013 года. Геннадий Головкин — Габриэль Росадо
|                  | | |
| Соперник         | Геннадий Головкин                                                                                           | Геннадий Головкин                                                                                           |
| Место проведения | Madison Square Garden Манхэттен, Нью-Йорк, США                                                              | Madison Square Garden Манхэттен, Нью-Йорк, США                                                              |
| Результат        | Победа Головкина техническим нокаутом в 7-м раунде 12-раундового боя                                        | Победа Головкина техническим нокаутом в 7-м раунде 12-раундового боя                                        |
| Статус           | Бой за титул регулярного чемпиона по версии WBA, 6-я защита Головкина, по версии IBO, 3-я защита Головкина. | Бой за титул регулярного чемпиона по версии WBA, 6-я защита Головкина, по версии IBO, 3-я защита Головкина. |
| Рефери           | Стив Смогер                                                                                                 | Стив Смогер                                                                                                 |
| Время            | 2:46 минут                                                                                                  | 2:46 минут                                                                                                  |
| Трансляция       | HBO | HBO |
| Промоутер        | K2 (Том Леффлер)                                                                                            | K2 (Том Леффлер)                                                                                            |
|                  | Головкин | Росадо |
| Вес              | 72,640 кг.                                                                                                  | 72,190 кг.                                                                                                  |
| Результаты боёв  | 24(21КО) — 0                                                                                                | 21(13КО) — 5                                                                                                |
| Гонорар          | 350 000 $                                                                                                   | 150 000 $                                                                                                   |

19 января 2013 года на арене Madison Square Garden, Габриэль Росадо вышел на титульный поединок по версии WBA в средней весовой категории с непобеждённым боксёром из Казахстана Геннадием Головкиным. Уже с первых минут поединка Росадо опроверг мнения многих, что он «мальчик для битья». Росадо часто пытался контратаковать, наносил множество точных ударов, но они не шли ни в какое сравнение с ударами, нанесёнными Головкиным. В седьмом раунде после сильного одностороннего избиения секунданты Росадо выбросили полотенце. Геннадий уверенно победил техническим нокаутом, бой был довольно зрелищный и конкурентный, хотя и без нокдаунов. Росадо проиграл, но бой провёл достойно.
В 2014 году проиграл по очкам американцу, Джермеллу Чарло.

## Фильмография
- 2015 — Крид: Наследие Рокки / Creed — Лео Спорино